# کانال کنترل پخش
کانال کنترل پخش یک کانال یک یا چندنقطه‌ای یک‌سویه است که در رابط اوم استاندارد شبکه سلولی سامانهٔ جهانی ارتباطات سیار (جی‌اس‌ام) بکار می‌رود. کانال کنترل پخش، یک الگوی تکراری از پیام‌های اطلاعات سامانه را منتشر می‌کند که هویت، پیکربندی، و ویژگی‌های موجودی ایستگاه پایه فرستنده/گیرنده را نشان می‌دهند. همچنین این پیام‌ها فهرستی از شماره‌های کانال فرکانس ثابت را ارائه می‌کنند که ایستگاه‌های پایه فرستنده/گیرنده اطراف آن از آنها استفاده می‌کنند. این الگوی پیامی با ساعت درونی ایستگاه پایه فرستنده/گیرنده هماهنگ می‌شود. کمترین شمار پیام‌های کانال کنترل پخش، ۲ تا ۴ پیام سامانه اطلاعاتی است. اگرچه دیگر پیام‌ها نیز معمولاً فرستاده می‌شوند. درونمایه خود این پیام‌ها در ویژگی‌های فنی 44.018 استاندارد 3GPP تعریف شده‌اند.
هر استاندارد GSM ARFCN که کانال کنترل پخش را در خود داشته باشد به عنوان کانال بیکن شناخته می‌شود و لازم دارد همیشه، کار مخابره را با همه قدرت انجام دهد.